# Palais Sternberg

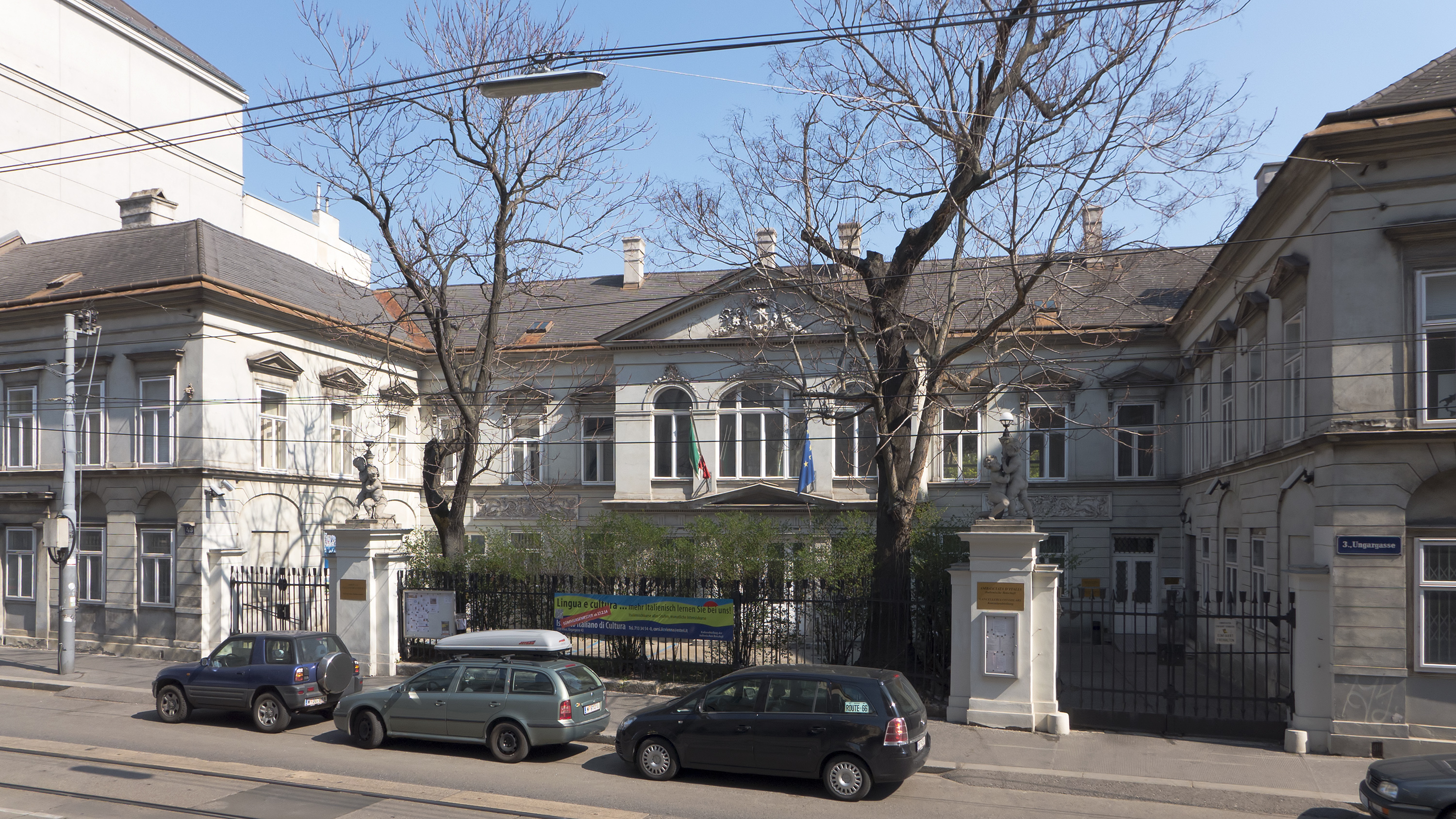
Das Palais Sternberg

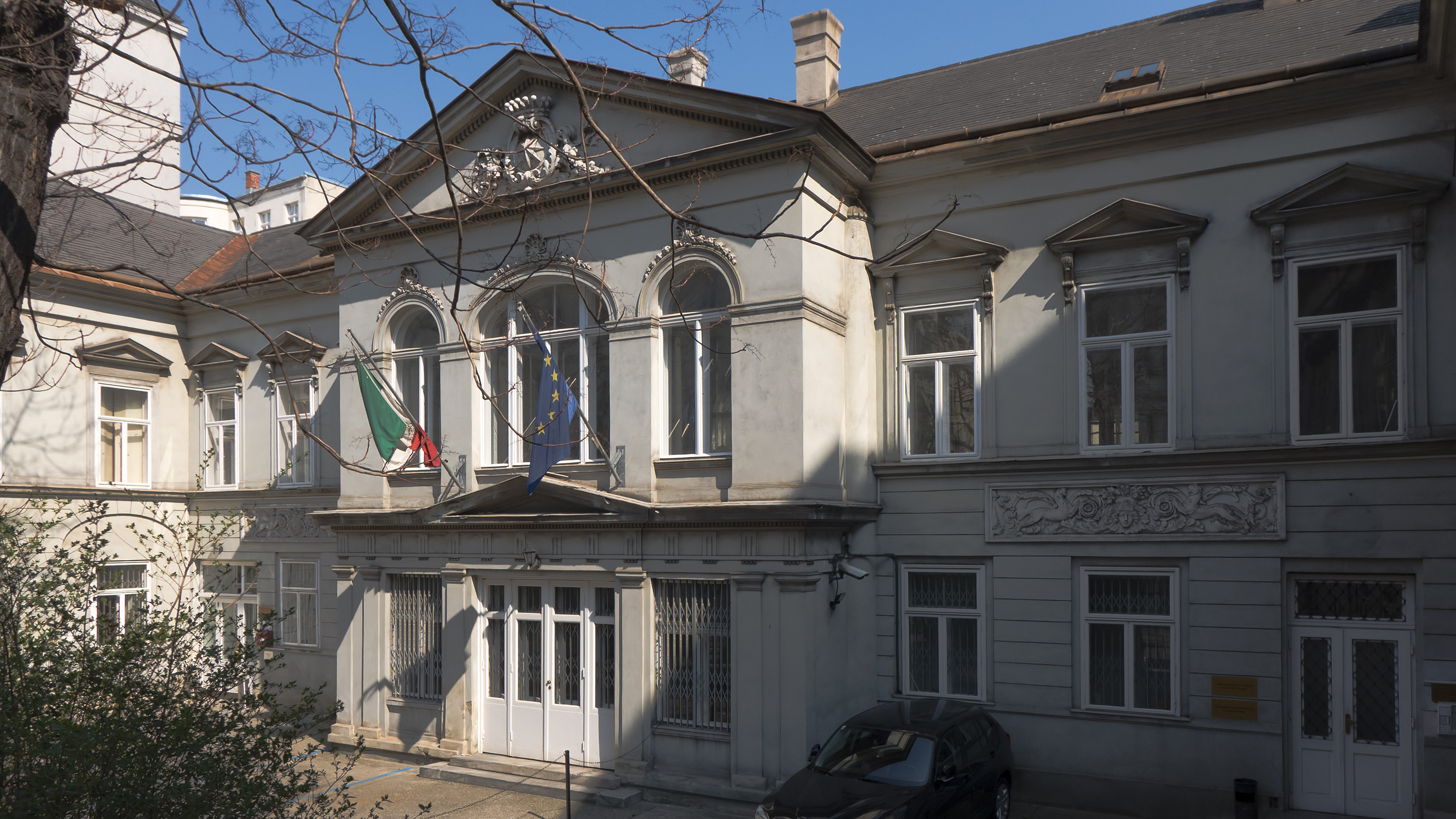
Italienisches Kulturinstitut

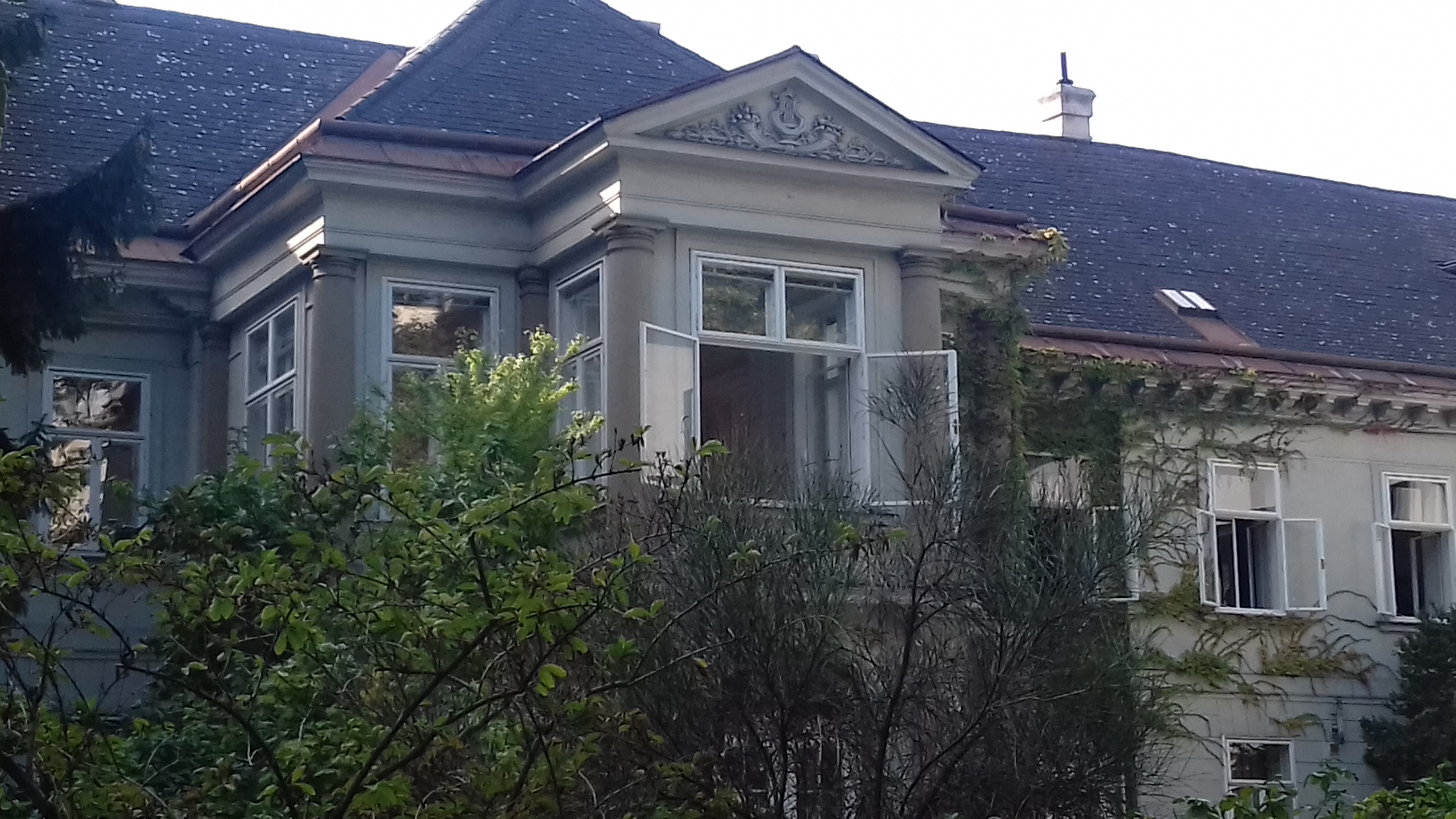
Die Gartenfassade

Das Palais Sternberg ist ein Palais im 3. Wiener Gemeindebezirk Landstraße an der Ungargasse 43. Von der Straße etwas zurückgesetzt, ist es das einzige in der Ungargasse noch erhaltene Palais.

## Geschichte
Das Palais Sternberg wurde als klassisches Vorstadtpalais von 1820 bis 1821 errichtet und der Entwurf wird dem Pariser Architekten Charles de Moreau zugeschrieben. Ausführender Baumeister war Karl Ehmann. 1870 erwarb die böhmische Adelsfamilie Sternberg das Palais und verlieh ihm seinen heutigen Namen sowie den Stern im „sprechenden“ Wappen an der Hauptfassade.
In den 1930er Jahren ging das Palais Sternberg in den Besitz des italienischen Staates über. Heute beherbergt es das italienische Konsulat und das Italienische Kulturinstitut.